# Польско-туркменистанские отношения
Польско-туркменистанские отношения — двусторонние дипломатические отношения между Польшей и Туркменистаном. Государства являются членами Организации Объединённых Наций и Организации по безопасности и сотрудничеству в Европе.

## История
В XIX веке части Польши были присоединены Российской империей после разделов Речи Посполитой, а современная территория Туркменистана стала частью Российской империи после завоевания Средней Азии. В следствие этих исторических событий началась в обоих направлениях миграция населения, часто вынужденная. Согласно переписи 1897 года, в четырех южных уездах Закаспийской области, примерно соответствующих современному Туркменистану, проживало 3774 поляка, в основном мобилизованных в Русскую императорскую армию, с крупнейшими общинами в 1605 и 894 человек в Ашхабаде и Мары, тогда как в Российской Польше туркменов было очень мало, с наибольшим населением в 16 человек в городе Вильнюсе.
После Польского похода Красной армии и начала Второй мировой войны в 1939 году, началась депортация поляков из восточной части Польши в Туркменскую Советскую Социалистическую Республику (Туркменская ССР). После подписания соглашения Сикорского — Майского в 1942 году в Ашхабаде разместили польский дипломатический пост. В 1942 году «Армия Андерса» вместе с гражданским населением была эвакуирована из СССР через Туркменскую ССР в Иран, либо морем из порта Красноводск, либо по суше из Ашхабада в Мешхед. По состоянию на 1943 год в Туркменской ССР, по советским данным, всё еще оставалось 572 польских гражданина. После окончания Второй мировой войны более 1300 поляков были репатриированы из Туркменской ССР в Польшу в 1946—1948 годах.
В начале 1990-х Польша признала независимость Туркменистана от СССР, официальные двусторонние отношения были установлены в 1992 году. В 2015 году было подписано соглашение об экономическом сотрудничестве между государствами.